# De grenzen aan de groei
De grenzen aan de groei (The Limits to Growth: a global challenge) is een rapport van de Club van Rome uit 1972 waarin de uitputtingsproblematiek centraal staat. Het rapport werd uitgewerkt door een team van het Massachusetts Institute of Technology (MIT) onder leiding van Dennis Meadows en Donella Meadows. Het rapport heeft grote invloed gehad op het milieubewustzijn.
Enkele leden van de organisatie kwamen later met aangepaste alternatieve benaderingen. Eduard Pestel, sinds 1969 lid van het Uitvoerend Comité van de Club van Rome, schreef samen met M.Mesarovic het ¨Tweede Bericht aan de Club van Rome¨, getiteld ¨De Mensheid op een Kruispunt¨ en in 1988 een boek waarvan de Nederlandse vertaling verscheen onder de titel ¨Voorbij de grenzen van de groei¨. Hierin introduceerde hij het begrip van organische groei.
Aan de basis van de studie ligt het gebruik van een dynamisch model via computersimulatie van de interacties tussen de bevolkingsgroei, voedselproductie, industriële groei en de limieten van de aardse ecosystemen (grondstoffen, milieuvervuiling). Het World3-model, mede ontwikkeld door Jay Forrester, verwerkte de toen actuele groeitrend in de wereldbevolking, industrialisatie, vervuiling, voedselproductie en uitputting van natuurlijke hulpbronnen. Van deze variabelen werd de ontwikkeling van 1900 tot 1970 vastgelegd.
Vervolgens werden de trends voortgezet, waarbij verschillende aannames werden gedaan. Ervan uitgaande dat er geen belangrijke veranderingen plaats zouden vinden in de fysieke, economische en sociale relaties (het referentie-scenario) waren de uitkomsten schokkend. De natuurlijke hulpbronnen zouden gaandeweg uitgeput raken, waardoor de industriële groei afremt. De bevolkingsomvang en de vervuiling zouden nog enige tijd blijven toenemen, maar de verslechtering van de voedselvoorziening en de gezondheidszorg leidden in eerste instantie tot stilstand en later tot terugloop van de bevolkingsgroei.
Overigens waren dergelijke berichten niet nieuw: ook Thomas Malthus (1766 – 1834) had iets soortgelijks al beschreven in An Essay on the Principle of Population uit 1798: het Malthusiaans plafond. Critici gaven aan dat het rapport onvoldoende aandacht gaf aan de mogelijkheid om met behulp van nieuwe technologieën het doemscenario af te wenden of zelfs dat het rapport volledig foutief zou zijn. Het rapport bevat ook scenario's die veel positiever verlopen en die tot een stabiele wereld leiden. Recente vergelijken met de werkelijke ontwikkelingen laten echter zien dat het (ongunstige) referentie-scenario tot nu toe een goede beschrijving van de realiteit weergeeft. Het rapport is in 37 talen vertaald en wereldwijd zijn er zo'n 12 miljoen exemplaren verkocht.

## Opvolging

Grenzen aan de groei: een mogelijk scenario.

### Club van Rome
In 1992 publiceerde het echtpaar Meadows een vervolgrapport, Beyond the Limits, waarin ze in grote lijnen hun eerdere methodiek bevestigden, en vaststelden dat de problemen van milieuvervuiling en bevolkingstoename alleen maar groter waren geworden. Ook daarop kwam heftige kritiek van economen zoals William Nordhaus, die de verdere groei van de economie postuleerden.
In 2004 werd een geactualiseerde versie van het rapport De grenzen aan de groei gepubliceerd. Daarin werd een hele reeks historische gegevens opgenomen, die volgens de auteurs weliswaar hun eerdere conclusies staafden, mits een verschuiving van een aantal prioriteiten. Intussen waren immers klimaat- en armoedeproblemen meer in de actualiteit gekomen.
Op 7 mei 2012, in het kader van een achttien maanden durende campagne, stelde de Club in Rotterdam een nieuw werk voor: A Global Forecast for the Next Forty Years (Globale prognose voor de komende veertig jaar). Het is geschreven door Jørgen Randers (1945), een Noors wetenschapper die medeauteur was van De grenzen aan de groei.

### Extern vervolgonderzoek
De econoom Graham Turner toonde in zijn onderzoek uit 2008 aan dat de historische gegevens uit de periode 1970 – 2000 overeenstemmen met de belangrijkste kenmerken van een “business-as-usual” scenario, het 'standaardrun' scenario genaamd, dat halverwege de 21e eeuw tot een ineenstorting van het mondiale systeem zou leiden. De data zijn niet goed te vergelijken met andere scenario's die een uitgebreid gebruik van technologie of het stabiliseren van gedrag en beleid impliceren.
In 2009 was de Deense scepticus Bjørn Lomborg van oordeel dat de voorspellingen van de Club van Rome “in de vuilnisbak van de geschiedenis” hoorden, maar in 2014 bevestigde Turner na Australisch onderzoek zijn eerdere conclusies.
In 2020 toetste KPMG-directeur Gaya Herrington het World3-model van de Club van Rome aan de vele nauwkeurige gegevens van de jongste decennia. De twee scenario's die daarbij het nauwst aansluiten bij de feitelijke data duiden op een stilstand qua welvaart, voedselproductie en industriële productie vanaf ongeveer 2030, waardoor vragen rijzen bij de doelstelling van een continue economische groei in de 21e eeuw. Ook een maatschappelijke instorting na 2040 wordt niet uitgesloten.